# ماکو ایده‌میتسو
ماکو ایده‌میتسو (انگلیسی: Mako Idemitsu؛ زادهٔ ۱۹۴۰) هنرمند اهل ایالات متحده آمریکا است.